# Dean Crawford
Dean Crawford (ur. 28 lutego 1958 w Victorii, zm. 6 grudnia 2023) – kanadyjski wioślarz. Złoty medalista olimpijski z Los Angeles.
Zawody w 1984 były jego jedynymi igrzyskami olimpijskimi. Złoty medal zdobył, pod nieobecność sportowców z części Bloku Wschodniego, w ósemce. Osadę tworzyli ponadto Blair Horn, J. Michael Evans, Paul Steele, Grant Main, Mark Evans, Kevin Neufeld, Pat Turner i Brian McMahon. Brał udział w mistrzostwach świata w 1983 i 1985